# Захоплення заручників у Ростовському СІЗО
16 червня 2024 року група ув'язнених пов'язаних з терористичною ІДІЛ, захопила в заручники працівників установи.
По тривозі були підняті всі частини Росгвардії та МВС, а також ОМОН.

## Хід дій
За даними Telegram-каналу "SHOT", шестеро ув'язнених здійснили втечу зі своїх камер о третій годині ночі. Вони вибили віконні ґрати, спустилися по канату з 3-го і 4-го поверхів, один із них упав і зламав руку. Після виходу з камер вони відсиділися на території СІЗО, а потім згрупувалися і озброєні заточками, ножами і гумовими кийками захопили молодшого інспектора Віктора Кончакова . Передбачалося, що вони змогли відібрати зброю у силовика, але пізніше цю інформацію було спростовано.
Перші повідомлення про захоплення заручників були опубліковані в Telegram-каналі "Baza". Пізніше ця інформація підтвердилася. Весь особовий склад МВС, Росгвардії та ОМОНу було піднято по тривозі. З ув'язненими було розпочато переговори, під час яких було взято в заручники начальника оперативного управління ФСВП у Ростовській області Олександра Богму. Ув'язнені зажадали надати їм автомобіль, зброю і вільний виїзд із СІЗО. Вони записали кілька відео, на яких стверджували, що перебувають у забороненому в РФ угрупованні "Ісламська держава". О 10 годині ранку в ЗМІ з'явилася інформація, що ув'язнені намагаються проникнути до сховища, де зберігається бойова зброя співробітників. Незабаром було заявлено про те, що входи і виходи на ділянку, захоплену терористами, блоковано. Об 11 годині ранку спецназ ФСВП почав штурм СІЗО. Заручників було звільнено, а злочинців убито. За інформацією Telegram-каналу "SHOT" штурм тривав лише 3 хвилини.

## Нападники
За даними ЗМІ нападниками що захопили СІЗО виявилися: Сайпудінов М. Ш., Цицкиєв А. М., Камнєєв Д.В, Гірєєв Т.М, Акіев Ш.. Троє з них відбували покарання з зв'язки з терористичною ІДІЛ.
В ході операції по звільненню заручників всі шість нападників були вбиті.

## Заручники
Заручниками виявилися підполковник Олександр Богма, та молодший інспектор чергової служби.